# Bonneviella enterovillosa
Bonneviella enterovillosa is een hydroïdpoliep uit de familie Bonneviellidae. De poliep komt uit het geslacht Bonneviella. Bonneviella enterovillosa werd in 1951 voor het eerst wetenschappelijk beschreven door Naumov. 